# Milieu de Murashige et Skoog
Pour les articles homonymes, voir MS, MSO et Skoog.
Le milieu de Murashige et Skoog (ou Milieu MS ou MSO) est un milieu de culture utilisé dans les laboratoires de biologie végétale pour la culture de cellules ou de tissus de plantes. Le milieu MS a été mis au point par les physiologistes végétalistes Toshio Murashige et Folke K Skoog alors que Murashige effectuait des recherches pour trouver un nouveau régulateur de croissance chez le tabac.

## Sels minéraux (macroéléments et oligoéléments) (mg/l)
- Nitrate d'ammonium (NH4NO3) 1.650 mg/l
- Acide borique (H3BO3) 6,2 mg/l
- Chlorure de calcium (CaCl2*2H2O) 440 mg/l
- Chlorure de cobalt (CoCl2*6H2O) 0,025 mg/l
- Sulfate de magnésium (MgSO4*7H2O) 370 mg/l
- Sulfate de cuivre (CuSO4*5H2O) 0,025 mg/l
- Phosphate de potassium (KH2PO4) 170 mg/l
- Sulfate de fer (FeSO4*7H2O) 27,8 mg/l
- Nitrate de potassium (KNO3) 1.900 mg/l
- Sulfate de manganèse (MnSO4*4H2O) 22,3 mg/l
- Iodure de potassium (KI) 0,83 mg/l
- Molybdate de sodium (Na2MoO4*2H2O) 0,25 mg/l
- Sulfate de zinc (ZnSO4*7H2O) 8,6 mg/l
- EDTA (Na2EDTA*2H2O) 37,2 mg/l

## Additifs organiques communs
- i-Inositol 100 mg/l
- Acide nicotinique 0,5 mg/l
- Pyridoxine / HCl 0,5 mg/l
- Thiamine / HCl 0,1 mg/l
- AIA 1-30 mg/l
- Kinétine 0,04-10 mg/l
- Glycine (recristallisée) 2,0 mg/l
- Édamine 1,0 g/l
- Saccharose 20 g/l
- Agar 10 g/l

Le milieu contient tous les nutriments dont une plante a besoin pour croître, mais aussi d'autres (tels que l'ion iodure) qui n'est probablement pas essentiel à la nutrition de la plante.
Cette base a subi de nombreuses modifications par différentes équipes pour atteindre des besoins de culture spécifiques. Les variations les plus communes relèvent de la concentration du milieu (milieu MS 1/2 (dilution au demi), utilisé pour la culture d'Arabidopsis thaliana).